# Spirostreptus christianus
Spirostreptus christianus är en mångfotingart som beskrevs av Karsch 1881. Spirostreptus christianus ingår i släktet Spirostreptus och familjen Spirostreptidae. Inga underarter finns listade i Catalogue of Life.